# Ferdynand I Habsburg

Herb Ferdynanda I

Ferdynand I (ur. 10 marca 1503 w Alcalá de Henares, zm. 25 lipca 1564 w Wiedniu) – arcyksiążę Austrii oraz książę Styrii, Krainy i Karyntii od 1521, hrabia Tyrolu od 1522, król Czech, Węgier i Chorwacji od 1526, król niemiecki od 1531, cesarz rzymski od 1558. Przedstawiciel dynastii Habsburgów.
Syn króla Kastylii Filipa I Pięknego i królowej Kastylii Joanny Szalonej. Brat i następca Karola V Habsburga na tronie cesarskim. Mąż Anny Jagiellonki, córki króla Czech i Węgier Władysława II Jagiellończyka. Ojciec cesarza rzymsko-niemieckiego, króla Czech i Węgier Maksymiliana II Habsburga oraz królowych polskich Elżbiety Habsburżanki i Katarzyny Habsburżanki.

## Walka o tron i polityka zagraniczna

### Walka o koronę węgierską
W 1521 r. Ferdynand został samodzielnym władcą, kiedy jego brat, cesarz Karol V, nadał mu we władanie austriackie posiadłości Habsburgów. 25 maja tego samego roku w Linzu pojął za żonę Annę Jagiellonkę, córkę króla Czech i Węgier Władysława II. Po bitwie pod Mohaczem (sierpień 1526 r.) i śmierci szwagra, Ludwika II, stał się najpoważniejszym kandydatem do tronu obu królestw. 24 października został uznany królem przez sejm czeski, jednak na Węgrzech niechętne Habsburgom stronnictwo tamtejszej średniej szlachty powołało na tron wojewodę siedmiogrodzkiego Jana Zápolyę. Jeszcze w 1526 r. Ferdynand odniósł nad Zápolyą zwycięstwo w bitwie pod Tokajem, po czym 16 grudnia w Preszburgu został wybrany przez większość węgierskich elit arystokratycznych królem Węgier. Koronował się 24 lutego 1527 roku w Czechach i 3 listopada tego samego roku na Węgrzech. Wcześniej, 1 stycznia, sejm chorwacki w Cetin ogłosił go królem Chorwacji. W marcu 1528 odniósł kolejne zwycięstwo w bitwie pod Sziną. Ponieważ jednak Zápolya nie wycofał się z walki i uznał się wasalem sułtana Sulejmana Wspaniałego, Habsburgowie zostali uwikłani w wojnę z Turkami Osmańskimi, którzy niebawem ponownie uderzyli na Węgry, a następnie Austrię. W 1529 r. Ferdynand I, z pomocą hiszpańskich i niemieckich wojsk Karola V, zmusił Turków do odstąpienia od oblężenia Wiednia. Rozpoczęła się epoka panowania Habsburgów w Czechach i na Węgrzech, ale także zmagań między nimi a książętami Siedmiogrodu o koronę Świętego Stefana.
Stan wojny był uciążliwy dla obu stron, z których żadna nie była w stanie wyeliminować przeciwnika. Wreszcie 1538 w Wielkim Waradynie (węg. Nagyvárad, niem. Grosswardein) adwersarze podpisali traktat rozbiorowy. Zachodnią część Węgier, Słowację i Chorwację zachowali Habsburgowie, natomiast środkowe Węgry i Siedmiogród wraz z dożywotnim tytułem królewskim zatrzymał Jan Zápolya. W myśl porozumienia po jego śmierci wszystkie ziemie węgierskie wraz z Siedmiogrodem miały trafić w ręce Ferdynanda, który zdobył pewną przewagę polityczną i militarną. Po śmierci Zápolyi w 1540 r. wybrano jednak na króla węgierskiego syna Jana i Izabeli Jagiellonki, małoletniego Jana Zygmunta Zápolyię. Dało to początek nowej wojnie z Siedmiogrodem i Turkami. W 1541 r. po tym, jak Sulejman zdobył Budę, zawarto nowy układ, na mocy którego utrzymano podział terytorialny z 1538 r. jako stały. Tytuł królewski pozostał jednak przy Habsburgach, a Zapolya musiał zadowolić się godnością wielkiego księcia Siedmiogrodu. Ferdynand nie był w stanie nieustannie toczyć walki z błyskotliwym strategiem i potężnym władcą, jakim był Sulejman. W 1547 r. zawarł rozejm z Turkami za cenę płacenia corocznego haraczu sułtanowi (30 tys. dukatów). Pobieranie od króla węgierskiego daniny dawało Porcie poczucie pełnego podboju Węgier. Warunki te potwierdził pokój podpisany w Stambule w 1562 r.

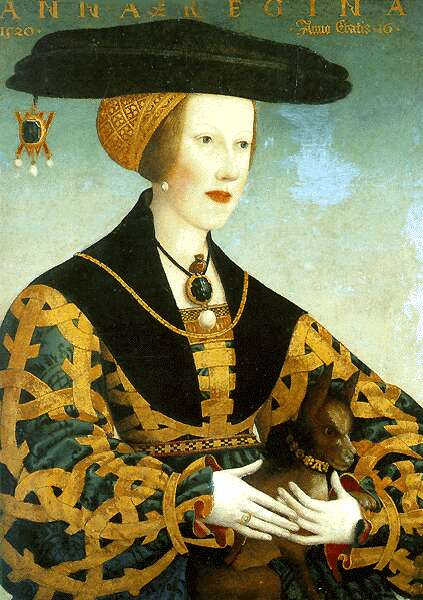
Anna Jagiellonka, żona Ferdynanda I

### Sprawa Siedmiogrodu i stosunki z Polską
W sprawy węgierskie mieszał się wuj Jana Zygmunta, król Polski i wielki książę litewski Zygmunt August. W 1549 r. w Pradze zawarto jednak traktat, na mocy którego polski monarcha zobowiązywał się do neutralności wobec konfliktu na Węgrzech. W Brukseli układ zatwierdził cesarz Karol V. W 1553 r. Zygmunt August poślubił córkę Ferdynanda, siostrę pierwszej żony Elżbiety, Katarzynę Habsburżankę. Zwrot w polityce polskiej podyktowany był groźbą ewentualnego sojuszu między Habsburgami a Moskwą.
W 1551 r. Izabela Jagiellonka zawarła z Habsburgami pakt w Gyulafehérvár, na mocy którego w imieniu małoletniego syna zrzekała się Księstwa Siedmiogrodzkiego. W zamian za to miała otrzymać księstwo opolskie i pieniężne odszkodowanie. Ponieważ Ferdynand I zobowiązań nie dotrzymał, Izabela z synem wyjechała do Polski. Po kilku latach sułtan osmański Sulejman zażądał powrotu Zàpolyów do Siedmiogrodu. Cesarz, obawiając się nowej wojny z Turkami, poprosił Zygmunta Augusta o odesłanie Jana Zygmunta do ojczyzny. W 1556 r. pod eskortą polskiego wojska Izabela i Jan Zygmunt powrócili na ziemie rumuńskie. Po śmierci księżnej (1559 r.) Zygmunt August poczuwał się do obowiązku dbania o interesy i bezpieczeństwo siostrzeńca, wdał się więc w długie i trudne negocjacje z nieustępliwym Ferdynandem.
Argumentami w sporze mogły być inne problemy polityczne. W 1557 Ferdynand I jako zwierzchnik zakonu krzyżackiego wystąpił w obronie niezależności inflanckiej gałęzi zakonu krzyżackiego i jej państwa w Inflantach. W tym czasie o wpływy i faktyczną kontrolę nad podupadającym państwem zakonnym rywalizowali król Polski Zygmunt August i car Moskwy Iwan IV Groźny. Posłowie cesarscy pośredniczyli przy zawieraniu układu w Poswolu pomiędzy Polską a Zakonem.
Gdy w 1559 r., po moskiewskim najeździe na Inflanty, zakon zwrócił się z prośbą o pomoc do cesarza, Ferdynand nie był w stanie przeprowadzić żadnych działań, nie chciał też otwarcie występować przeciw Moskwie, szczególnie że car głosił ideę krucjaty przeciw protestantom inflanckim. Do końca życia cesarz pozostał w zasadzie neutralny wobec I wojny północnej, milcząco godząc się na rozbiór państwa zakonnego pomiędzy Polskę, Danię i Moskwę.

## Polityka wewnętrzna

### W Niemczech
Karol V angażował brata do pomocy w prowadzeniu spraw Rzeszy. W 1521 r. został mianowany nie tylko władcą Austrii, ale także przewodniczącym Rady Cesarskiej (Reichsregiment), organu asystującego cesarzowi w zarządzaniu Świętym Cesarstwem. W styczniu 1531 r., wskutek zabiegów brata, został w Kolonii wybrany przez książąt-elektorów na „króla Rzymian”, czyli króla Niemiec. Tytuł ten czynił go następcą Karola na tronie cesarskim, a to gwarantowało sukcesję Habsburgów państwie niemieckim. W elekcji brali udział: sam Ferdynand jako król czeski, margrabia brandenburski Joachim I Nestor, palatyn Reński Ludwik V, książę saski Jan Stały, książę-arcybiskup Moguncji kard. Albrecht Hohenzollern, książę-arcybiskup Kolonii Herman V von Wied oraz książę-arcybiskup Trewiru Johann III von Metzenhausen. Koronacja królewska odbyła się tradycyjnie w Akwizgranie.
W 1524 r. jako arcyksiążę Austrii Ferdynand I uczestniczył w zjeździe katolickich książąt Rzeszy w Ratyzbonie. Potwierdzono na nim zakaz czytania dzieł Marcina Lutra. Później, jako król i cesarz rzymski, prowadził jednak politykę kompromisu na szczeblu ogólnoniemieckim. W 1552 r. działał na rzecz zawarcia rozejmu w Pasawie, potem prowadził w zastępstwie brata negocjacje, które zakończyły się podpisaniem i uchwaleniem pokoju religijnego w Augsburgu w 1555 r.
W 1522 r. Karol V nadał Ferdynandowi Księstwo Wirtembergii, które uprzednio odebrał protestanckiemu księciu Ulrichowi. Ferdynand musiał jednak zrzec się nowego władztwa po tym, jak w 1534 r. został pokonany w bitwie pod Lauffen przez sojusznika Ulricha, landgrafa Hesji Filipa. Na mocy ugody zawartej w Kadan w czerwcu tego samego roku, Ulrich odzyskał swoje księstwo, ale uznał się formalnym lennikiem Ferdynanda I nie tylko jako króla niemieckiego, ale nawet jako arcyksięcia Austrii. Habsburgowie używali tytułu książąt wirtemberskich jeszcze w XIX w.
W 1558 r., po abdykacji Karola V, Ferdynand I objął tron cesarski i został koronowany 24 marca we Frankfurcie nad Menem. Angażował się w obrady soboru trydenckiego. Ponieważ odnosił się przychylnie do żądań protestantów uznania komunii pod dwiema postaciami, papież Paweł IV odmawiał uznania jego tytułu cesarskiego. Dopiero w 1559 r. następca Pawła IV, papież Pius IV uznał Ferdynanda prawowitym cesarzem wskutek nalegań bratanka tego ostatniego, króla Hiszpanii Filipa II. W 1564 r., na prośbę Ferdynanda, papież wyraził zgodę, aby w Czechach i niektórych państwach niemieckich przyjmowano komunię pod dwiema postaciami.
W 1559 r. na wniosek Ferdynanda I Sejm Cesarstwa uchwalił ordynację menniczą, której celem było uporządkowanie spraw monetarnych w Rzeszy po zakończeniu długich wojen. W tym samym roku Sąd Nadworny Cesarstwa (Reichshofrat) z siedzibą w Wiedniu został zreorganizowany przez cesarza, a Sejm uznał go oficjalnie za organ państwowy Świętego Cesarstwa Rzymskiego.

### W Czechach i na Węgrzech
W 1527 r. Ferdynand I wydał ordynację ustrojową dla Austrii, Czech i Węgier – Hofstaatsordnung (niem. porządek dworu i państwa). Określała ona reguły funkcjonowania państw naddunajskich i definiowała ich instytucje polityczne. M.in.: wprowadzała instytucję Tajnej Rady, głównego organu doradczego władcy. W 1528 roku cesarz zniósł tradycyjne zgromadzenia komunalne czeskich miast, wywołując tym duże niezadowolenie. Ferdynand powołał w Czechach, na Śląsku i na Węgrzech urzędy identyczne do austriackich: rady dworskie (niem. hofrat), kancelarie dworskie (niem. hofkanzlei) i kamery dworskie (niem. hofkammer), czyli izby skarbowe. W 1537 r. podporządkował austriackiej Kamerze Dworskiej odpowiadające jej kamery na Węgrzech (w Preszburgu), w Czechach (w Pradze) i na Śląsku (we Wrocławiu). Dążył wyraźnie do unifikacji podległych sobie ziem i budowy zwartej, scentralizowanej monarchii. W 1556 r. przekazał Cesarskiej Nadwornej Radzie Wojennej (niem. Kaiserliche Hofkriegrat) odpowiedzialność za problematykę obronną wszystkich krajów monarchii. W ten sposób stała się ona instytucją stojącą ponad odpowiednimi organami krajowymi. Cesarz mianował do rady jedynie Niemców, co wywoływało niezadowolenie Czechów i Węgrów. Mimo to przestrzegał większość praw stanów czeskich i węgierskich. Ferdynand I proponował także wspólne obrady sejmów Austrii, Czech i Węgier, jednak stany czeskie i węgierskie odmówiły. W 1559 r. rosnący opór elit węgierskich i czeskich zmusił Ferdynanda I do częściowej decentralizacji. Znalazła ona wyraz w utworzeniu osobnych kancelarii nadwornych dla Czech i Węgier.
W latach 1536–1563 wzniesiono w Pradze Belweder – letni pałac cesarzowej dla Anny Jagiellonki, żony Ferdynanda I. Jest to piękny zabytek renesansowej architektury.

### Kontrreformacja
W 1528 r. Ferdynand I wydał edykt przeciw protestantom na Śląsku. Odprawianie nabożeństw niezgodnie z rytem rzymskim i organizowanie tajnych zgromadzeń dysydenckich groziło karą. Kazał nawet niszczyć domy, w których odbywały się takie zgromadzenia. W praktyce edyktu jednak nie wykonano. W 1535 r. wypowiedział się przeciwko uznaniu przez Koronę wspólnoty Braci czeskich. W 1551 r. król sprowadził jezuitów do Wiednia. Przejęli oni kontrolę nad wiedeńskim uniwersytetem i mieli zająć się wychowaniem dzieci cesarskich. W 1552 r. Ferdynand zajął dla Korony kompetencje w kwestii mianowania członków konsystorza utrakwistów, przez co stany utraciły kontrolę nad tą instytucją. W 1556 r. sprowadził jezuitów także do Pragi, gdzie w 1561 r. reaktywował arcybiskupstwo (nieobsadzone od ponad osiemdziesięciu lat). Ferdynand nie zgodził się na to, by utrakwiści utworzyli odrębną organizację kościelną wzorowaną na protestanckiej.

### Bunt stanów czeskich 1547

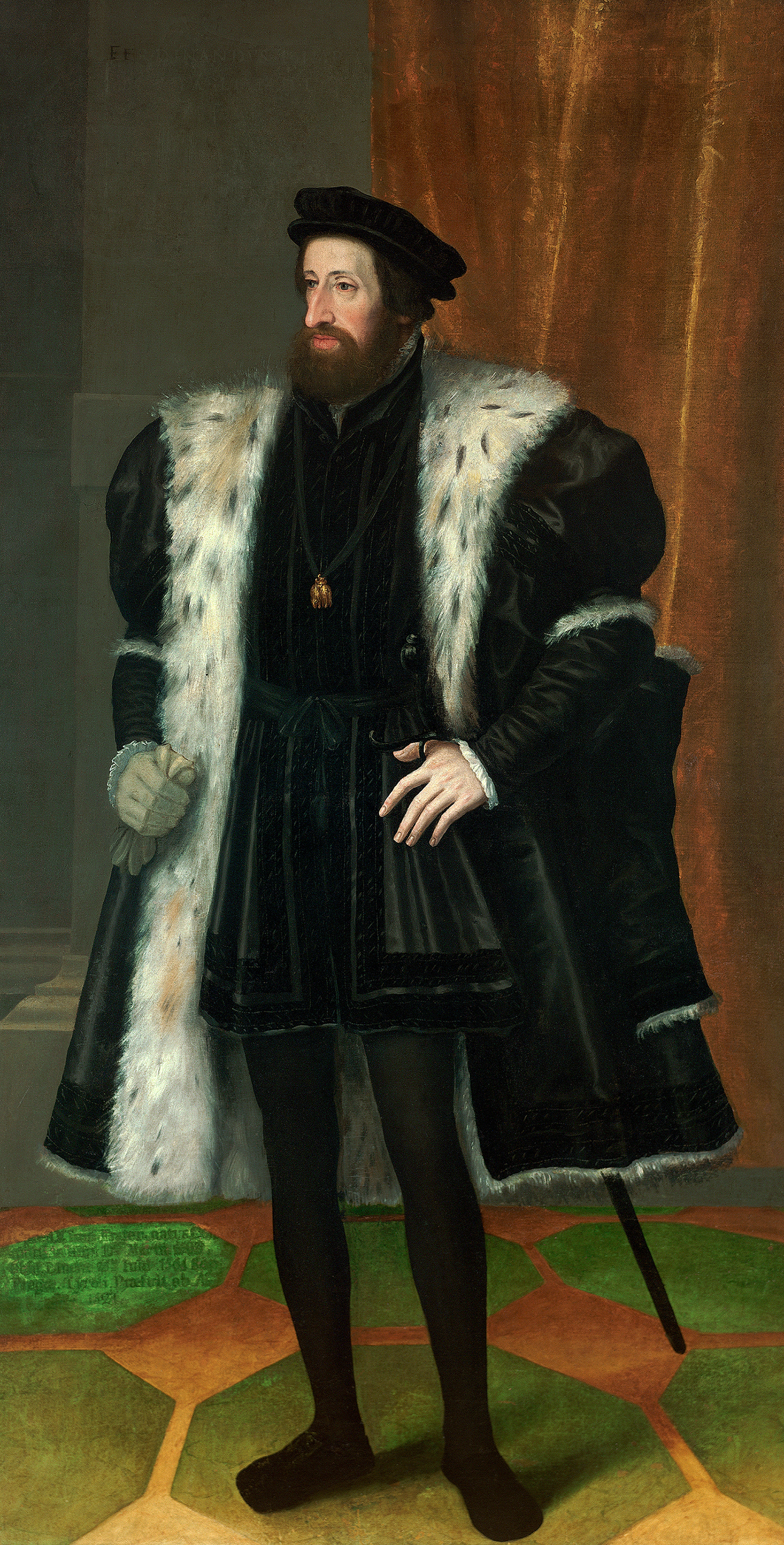
Ferdynand I Habsburg

W 1546 r. wybuchła w Niemczech I wojna szmalkaldzka. Ferdynand I zwołał czeskie pospolite ruszenie, jednak ogromna część szlachty czeskiej i czeskich miast nie zamierzała walczyć przeciw niemieckim protestantom. Na początku 1547 r. w Pradze zebrał się czeski sejm, bez zgody Ferdynanda. Sejm zażądał potwierdzenia elekcyjnego ustroju monarchii, przestrzegania praw i wolności stanów czeskich i przywrócenia wolności wyznania. Wybrano też radę złożoną z dwunastu szlachciców, wszyscy należeli do wspólnoty braci czeskich. Rada powołała armię i powierzyła dowództwo Kasparowi Pflugowi. Ten wyruszył z zebranymi jednostkami na granicę czesko-saską, ale odmówił przyjmowania rozkazów od króla i czekał na instrukcje sejmu.
Tymczasem po zwycięstwie cesarza Karola V 24 kwietnia 1547 pod Mühlbergiem Habsburgowie zdobyli groźną przewagę. Armia czeska się rozeszła, a stany zaproponowały Ferdynandowi ugodę. Ten latem 1547 r. powrócił do Pragi w asyście hiszpańskich wojsk swojego brata i zajął miasto prawie w ogóle nie napotykając oporu. Król aresztował i skonfiskował majątki przywódców opozycji (sześciu skazano na śmierć i ścięto w sierpniu podczas obrad sejmu – stąd mówiono o „krwawym sejmie roku 1547”). Ferdynand I narzucił miastom kontrolę w postaci królewskich „sędziów miejskich” nadzorujących całość spraw danych miast, anulował wiele miejskich przywilejów. Dużą część własności komunalnej czeskich miast przejęła wtedy Korona (zobacz: Związek Sześciu Miast). W Pradze utworzono królewski sąd apelacyjny, który stanowił wyższą instancję dla miejskiego wymiaru sprawiedliwości w całych Czechach. Po 1547 r. szlachta zdobyła dużą przewagę polityczną nad czeskim mieszczaństwem.

### Następstwo tronu
W 1562 r. w Ratyzbonie Ferdynand I przeprowadził elekcję swojego syna, Maksymiliana II Habsburga, w Niemczech oraz w Czechach, a rok później koronował go na króla Węgier. Tym samym zapewnił dynastii płynną sukcesję. W 1564 r. cesarz podzielił austriackie ziemie Habsburgów pomiędzy swoich synów. Austrię zapisał Maksymilianowi. Styrię, Karyntię i Karniolę otrzymał arcyksiążę arcyksiążę Karol, a Tyrol i szwabskie posiadłości Habsburgów arcyksiążę Ferdynand II.

## Pełna tytulatura
Ferdynand, z Bożej łaski uświęcony i wybrany cesarz rzymski, po wieki August, król Niemiec, Węgier, Czech, Dalmacji, Chorwacji, Slawonii, Ramy, Serbii, Kumanii, Bułgarii, książę-infant w Hiszpanii, arcyksiążę Austrii, książę Burgundii, Brabancji, Styrii, Karyntii, Karnioli, Luksemburga, Wirtembergii, Górnego i Dolnego Śląska etc. książę Szwabii, margrabia Świętego Cesarstwa Rzymskiego, Burgau, Moraw, Górnych i Dolnych Łużyc etc. uksiążęcony hrabia Habsburga, Tyrolu, Ferreti, Kyburga, Gorycji etc. landgraf Alzacji, pan Marchii Wendyjskiej, Port Naon, Salin, etc., etc.

## Genealogia
| Maksymilian I Habsburg ur. 22 III 1459 zm. 12 I 1519 | Maksymilian I Habsburg ur. 22 III 1459 zm. 12 I 1519 |                                              |                                              | Maria Burgundzka ur. 13 II 1457 zm. 27 III 1482 | Maria Burgundzka ur. 13 II 1457 zm. 27 III 1482 |  |  | Ferdynand II Katolicki ur. 10 III 1452 zm. 23 I 1516 | Ferdynand II Katolicki ur. 10 III 1452 zm. 23 I 1516 |                                             |                                             | Izabela I Katolicka ur. 22 IV 1451 zm. 26 XI 1504 | Izabela I Katolicka ur. 22 IV 1451 zm. 26 XI 1504 |
|                                                      |                                                      |                                              |                                              |                                                 |                                                 |  |  |                                                      |                                                      |                                             |                                             |                                                   |                                                   |
|                                                      |                                                      |                                              |                                              |                                                 |                                                 |  |  |                                                      |                                                      |                                             |                                             |                                                   |                                                   |
|                                                      |                                                      | Filip I Piękny ur. 22 VI 1478 zm. 25 IX 1506 | Filip I Piękny ur. 22 VI 1478 zm. 25 IX 1506 |                                                 |                                                 |  |  |                                                      |                                                      | Joanna Szalona ur. 6 XI 1479 zm. 12 IV 1555 | Joanna Szalona ur. 6 XI 1479 zm. 12 IV 1555 |                                                   |                                                   |
|                                                      |                                                      |                                              |                                              |                                                 |                                                 |  |  |                                                      |                                                      |                                             |                                             |                                                   |                                                   |
|                                                      |                                                      |                                              |                                              |                                                 |                                                 |  |  |                                                      |                                                      |                                             |                                             |                                                   |                                                   |
|                                                      |                                                      |                                              |                                              |                                                 |                                                 |  |  |                                                      |                                                      |                                             |                                             |                                                   |                                                   |

|                                                     |                                                     | Anna Jagiellonka ur. 23 VII 1503 zm. 27 I 1547 OO 25 V 1521 | Anna Jagiellonka ur. 23 VII 1503 zm. 27 I 1547 OO 25 V 1521 | Ferdynand I Habsburg ur. 10 III 1503 zm. 25 VII 1564 | Ferdynand I Habsburg ur. 10 III 1503 zm. 25 VII 1564 |                                           |                                           |                                     |                                     |
|                                                     |                                                     |                                                             |                                                             |                                                      |                                                      |                                           |                                           |                                     |                                     |
|                                                     |                                                     |                                                             |                                                             |                                                      |                                                      |                                           |                                           |                                     |                                     |
|                                                     |                                                     |                                                             |                                                             |                                                      |                                                      |                                           |                                           |                                     |                                     |
| Elżbieta Habsburżanka ur. 9 VII 1526 zm. 15 VI 1545 | Elżbieta Habsburżanka ur. 9 VII 1526 zm. 15 VI 1545 | Maksymilian II Habsburg ur. 31 VII 1527 zm. 12 X 1576       | Maksymilian II Habsburg ur. 31 VII 1527 zm. 12 X 1576       | Anna Habsburżanka ur. 7 VII 1528 zm. 16 X 1590       | Anna Habsburżanka ur. 7 VII 1528 zm. 16 X 1590       | Ferdynand II ur. 14 VI 1529 zm. 24 I 1595 | Ferdynand II ur. 14 VI 1529 zm. 24 I 1595 | Maria ur. 15 V 1531 zm. 11 XII 1581 | Maria ur. 15 V 1531 zm. 11 XII 1581 |
|                                                     |                                                     |                                                             |                                                             |                                                      |                                                      |                                           |                                           |                                     |                                     |
| Magdalena ur. 14 VIII 1532 zm. 10 IX 1590           | Magdalena ur. 14 VIII 1532 zm. 10 IX 1590           | Katarzyna Habsburżanka ur. 15 IX 1533 zm. 28 II 1572        | Katarzyna Habsburżanka ur. 15 IX 1533 zm. 28 II 1572        | Eleonora ur. 2 XI 1534 zm. 5 VIII 1594               | Eleonora ur. 2 XI 1534 zm. 5 VIII 1594               | Małgorzata ur. 16 II 1536 zm. 12 II 1567  | Małgorzata ur. 16 II 1536 zm. 12 II 1567  | Jan ur. 10 IV 1538 zm. 20 III 1539  | Jan ur. 10 IV 1538 zm. 20 III 1539  |
|                                                     |                                                     |                                                             |                                                             |                                                      |                                                      |                                           |                                           |                                     |                                     |
| Barbara ur. 30 IV 1539 zm. 19 IX 1572               | Barbara ur. 30 IV 1539 zm. 19 IX 1572               | Karol Styryjski ur. 3 VI 1540 zm. 10 VII 1590               | Karol Styryjski ur. 3 VI 1540 zm. 10 VII 1590               | Urszula ur. 24 VII 1541 zm. 30 IV 1543               | Urszula ur. 24 VII 1541 zm. 30 IV 1543               | Helena ur. 7 I 1543 zm. 5 III 1574        | Helena ur. 7 I 1543 zm. 5 III 1574        | Joanna ur. 24 I 1547 zm. 10 IV 1578 | Joanna ur. 24 I 1547 zm. 10 IV 1578 |